# Castello di Cēsis
Il castello di Cēsis (in tedesco: Schloß Wenden; in lettone: Cēsu pils) è uno dei castelli medievali più iconici e meglio conservati della Lettonia. Le fondamenta del castello furono poste 800 anni fa dai Cavalieri portaspada. Il periodo più prospero vissuto dal castello di Cēsis è identificabile quando a gestirlo fu l'Ordine Teutonico. Attorno ad esso si sviluppò uno dei principali centri amministrativi ed economici dell'ordine religioso cavalleresco in Livonia, divenendo inoltre sede principale del Landmeister dei cavalieri di Livonia. I primi gravi danni subiti dalla costruzione furono riportati nel corso della prima guerra del Nord, quando fu cinto d'assedio dall'esercito di Ivan il Terribile. Nel corso dell'attacco del 1577, circa 300 persone all'interno della struttura si suicidarono facendo detonare della polvere da sparo. Il castello di Cēsis rimase ancora in uso nel secolo successivo, ma fu abbandonato dopo la Grande guerra del Nord nel XVIII secolo. Oggi il castello è il sito più visitato di Cēsis e una delle destinazioni più suggestive degli Paesi baltici.

## Storia

### Fondazione ed espansione
Nell'autunno del 1206 durante la crociata livoniana, i Wendi (una piccola tribù che viveva nel sito dell'attuale città di Cēsis) si convertirono al cristianesimo e divennero alleati dei crociati. Nel 1208, i Cavalieri portaspada, un ordine cavalleresco, si stanziarono con i Wendi nelle loro terre. Essi fortificarono la collina più strategica con un muro di pietra, sostituendo in gran parte le precedenti difese in legno. Sebbene le cronache di Enrico di Livonia descrivano il forte come "il più piccolo della Livonia", questo resistette a ripetuti assedi di estoni e russi.
Nel 1209 i Fratelli della Spada iniziarono la costruzione del nuovo castello di pietra proprio accanto alla collina precedente. Il progetto di questo castello del XIII secolo è sconosciuto, poiché tutte le sue strutture (tranne la cappella) sono state demolite nel corso delle successive fasi di costruzione. Nel 1213 morì suicida nelle segrete della struttura il duca Daugirutis, uno dei primi di cui si hanno notizie nella storiografia lituana.
Nel 1237, il castello di Cēsis fu assegnato all'Ordine teutonico, che lo affidò in gestione ai cavalieri di Livonia, una sezione dei combattenti tedeschi. Sotto la nuova reggenza, il castello di Cēsis fu sottoposto ad una ricostruzione su larga scala. Le antiche fortificazioni furono gradualmente sostituite da un monumentale castello quadrato (castellum), formato da quattro alte mura laterali costruite attorno ad un cortile centrale. Questo stile architettonico fu realizzato sulla scia di quello prussiano, al fine di rendere più facilmente difendibile la nuova residenza dell'Ordine livoniano per via delle dimensioni quanto più ridotte possibili. Per fornire ulteriore sicurezza e ospitare vari edifici di servizio, furono costruiti bastioni esterni. Come risultato della certosina ricostruzione, Cēsis riuscì a diventare una delle fortificazioni più grandi e imponenti in mano ai teutonici.

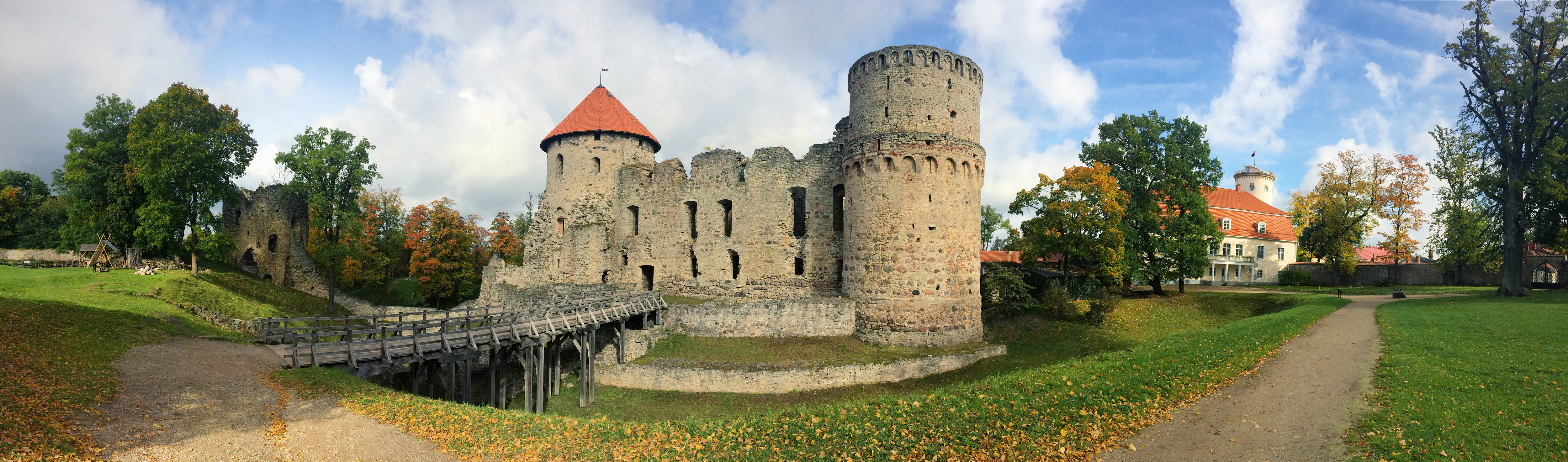
Il castello di Cēsis divenne la fortificazione precipua dell'Ordine livoniano: le sue imperiose rovine lasciano immaginare il ruolo che rivestiva

### Apice
Il convento del castello di Cēsis era gestito da un cavaliere teutonico di alto rango, solitamente un comandante o il Komtur. Quest'ultimo era responsabile di rifornire i castellani di cibo e armamenti, di supervisionare sull'integrità e sulla preservazione della disciplina: riscuoteva infine personalmente o tramite delegati le imposte nel distretto del castello, noto come Komturei. All'inizio del XV secolo, il castello di Cēsis e il Komturei passarono sotto dominio diretto del Gran maestro livoniano, entrando a far parte del neonato distretto del Maestro di Livonia. Spesso questi si spostavano nel castello di Riga, ritornando nelle zone interne della Lettonia in periodi di pericolo e instabilità. In seguito, alla fine del XV secolo, il quartier generale amministrativo dell'Ordine fu trasferito nuovamente da Riga a Cēsis: la fortificazione divenne la residenza permanente dei Maestri fino al 1561.

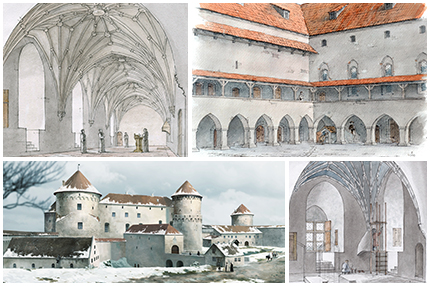
Ricostruzione strutturale del castello di Cēsis come poteva apparire nella metà del XVI secolo

In quanto residenza del Gran Maestro e luogo di incontro dei più alti funzionari dell'Ordine operanti nella regione, la fortezza fu testimone di numerosi eventi dal grande significato per la storia della Livonia medievale. Qui venivano ricevute le delegazioni, discusse le questioni di guerra e di pace, comportando perciò che in caso di operazioni belliche le truppe dell'Ordine partivano da lì. Il castello ospitava anche gli archivi e la biblioteca dell'Ordine, nonché una cancelleria con tanto di scriptorium.
Dal 1494 al 1535, quando l'Ordine fu guidato da Wolter von Plettenberg, uno dei più grandi politici e comandanti militari nella storia della Livonia, si tende a considerare il periodo apicale e più significativo per il castello. Sotto von Plettenberg, la struttura fu profondamente rinnovata. Le fortificazioni del castello furono rinforzate con tre torri di artiglieria, mentre alcuni degli interni del castello (ad esempio la sala capitolare e la camera del maestro) furono sottoposti a importanti lavori di rimodernamento. Sopravvissuta fino a oggi, la volta in mattoni della Camera del Maestro risale al 1500 circa.

### Assedio ed esplosione
Le operazioni di ristrutturazione del castello furono interrotte dallo scioglimento dell'Ordine di Livonia nel 1561 e dai devastanti assedi del castello avvenuti poco dopo durante la prima guerra del Nord. Nel 1577, quando il castello fu assediato e bombardato per cinque giorni dall'esercito russo agli ordini di Ivan IV, 300 persone all'interno del castello, rendendosi conto che non era più possibile resistere, decisero di suicidarsi, facendosi esplodere con quattro barili di polvere da sparo. Nel 1974 gli archeologi hanno portato alla luce due stanze del seminterrato, che erano rimaste dalla gamma occidentale del castello - la parte del castello che è crollata a causa dell'esplosione. Al piano seminterrato, sotto le travi del soffitto crollate, furono rinvenuti numerosi resti di adulti e bambini, tutti del 1577 grazie alle ricostruzioni operate in base alle monete in loro possesso; il cronista Salomon Henning riferisce che "tutti quelli situati in quella parte della costruzione si fecero saltare in aria" ed è probabile che alcuni (o tutti) cadaveri recuperati dagli archeologi appartenessero a coloro che cercavano di evitare l'esplosione.

### Graduale abbandono e decadenza della struttura
Dopo la guerra polacco-svedese, il castello di Cēsis passò sotto il dominio della corona svedese e fu consegnato al sommo cancelliere Axel Oxenstierna. Questi e i suoi eredi lo gestirono fino al 1681, quando passò sotto la gestione diretta del re di Svezia. A seguito di questo evento, sia a Cēsis che nella costruzione fu stanziata una guarnigione. Le fonti riportano la demolizione del castello, ridotto così male che "sembrava che fosse stato saccheggiato: le porte, gli armadi e le finestre erano rotti, le parti in ferro erano state rimosse, tutte le serrature delle porte erano sparite e i camini erano state parzialmente abbattuti". Un altro documento riferisce che i soldati demolirono porte e pavimenti per ricavarne legna da ardere e sottrassero persino portato le camme in piombo delle finestre per ricavarne dei proiettili utilizzabili con il moschetto.
Nei primi anni della Grande guerra del Nord, le truppe russe continuarono a demolire il castello di Cēsis. La pioggia e il gelo contribuirono ulteriormente a indebolire la vecchia fortezza, causando un graduale ed inevitabile crollo di pareti e tetti. Le volte in pietra e i soffitti, schiacciati dalle piogge costanti nelle stagioni fredde, crollarono, mentre il gelo rovinò irreparabilmente le parti che si erano salvate. Il castello fu gradualmente "seppellito" dalle sue stesse macerie.
L'unica parte del castello che fu sottoposta ad un efficace lavoro di ristrutturazione fu l'ex porta antistante a uno dei bastioni esterni. Nel 1760 questo fu ricostruito nuovamente e divenne una residenza nobiliare nota come Nuovo Castello.

### Le rovine come opera d'arte

Castello di Cēsis nel 1842

Nel 1830, il proprietario della tenuta vicina al castello di Cēsis, il conte Karl Gustav von Sievers, ordinò che "il punto umido delle rovine" (ovvero la sezione mangiata dalla natura) fosse trasformato in un ampio parco paesaggistico. L'imponente sagoma del castello in rovina rendeva ancor più interessante il parco a livello estetico: inoltre, il riflesso di ciò che rimaneva nello specchio dello stagno creato contribuiva a rendere l'atmosfera altamente suggestiva. Nella proprietà di von Sievers era possibile intraprendere passeggiate e rilassarsi: nel 1841, il nobile invitò a recarsi nel luogo anche i pazienti, per via della realizzazione di una struttura termale. Ciò permise di avviare alcuni lavori di ristrutturazione.
Nel 1903 alcuni membri della Società di Storia e Antiquariato di Riga avviarono una campagna con l'intenzione di salvare la torre occidentale del castello per consegnarla poi alle generazioni future. Le piogge e il gelo rendevano la volta in mattoni del piano superiore della torre a forte rischio di crollo; la caduta avrebbe conseguentemente causato la distruzione dell'eccezionale volta realizzata 500 anni nella Camera del Maestro. Nel 1904 fu istituita una copertura temporanea e un decennio dopo, poco prima dello scoppio della prima guerra mondiale, la torre fu ornata da un solido tetto dalla forma conica.
Dopo il conflitto, lo stato lettone, appena fondato, espropriò la maggior parte del maniero di Cēsis dalla famiglia del conte von Sievers. Il parco fu messo a disposizione dell'esercito nazionale, ma le rovine del castello furono affidate alle gestione del Consiglio Comunale di Cēsis. Nel 1925 l'Autorità per i Monumenti della Lettonia nominò il castello come edificio storico di importanza nazionale. Importanti (e necessari) lavori di preservazione e ristrutturazione all'interno del sito furono intrapresi a partire dagli anni '30, quando questo divenne popolare come attrazione turistica.

### Testimone di un triste passato
Durante il governo autoritario di Kārlis Ulmanis, profondamente intento a far leva su valori che forgiassero un'identità nazionale, non c'era posto per la riqualificazione di castelli medievali, considerati un simbolo del dominio tedesco. Tuttavia, nonostante i richiami "per rimuovere quel vecchio mucchio di pietre dalle colline della nostra patria", il comune di Cēsis non si arrese e continuò a curare la fragile salute del castello secolare. Pare che il sindaco della città Rūdolfs Kaucis asserì pubblicamente: "Alcune persone raccomandano di abbattere tutto ciò che ci ricorda il tempo dei cavalieri. Vorrei obiettare facendo leva sul fatto che non possiamo sfuggire alla nostra storia. Quelli che un tempo vivevano in questo castello sono morti da tempo, ma i lettoni, i cui antenati un tempo costruirono questo castello, ora sono una nazione libera. Le mura del castello ci ricordano che il popolo lettone unito è invincibile."
L'atteggiamento ufficiale degli occupanti sovietici in Lettonia nei confronti della rivalutazione del patrimonio medievale era sprezzante. Basti ricordare l'esplosione del Palazzo Reale di Königsberg eseguita nel 1968 con l'obiettivo di "cancellare il simbolo del militarismo e del fascismo prussiano dalla memoria dei cittadini sovietici". Tuttavia, a Cēsis le rovine del castello sopravvissero con successo a quel periodo politicamente sfavorevole e sono rimaste una popolare destinazione turistica. Negli anni '50 furono intrapresi lavori di riparazione su larga scala mentre l'ex porta di difesa esterna del castello aveva una funzione peculiare: fu trasformato nel campo sportivo dell'istituto tecnico-commerciale locale. Gli ex studenti ricordano ancora che era composto da piste da atletica leggera, campi da basket e pallavolo e sezioni per il salto in lungo e il tiro a segno. Inoltre, l'amministrazione della scuola pianificò un ingegnoso rinnovamento del campo sportivo che ha comportato la costruzione di una gradinata con 600 posti spettatori, un campo da tennis, una piscina e un poligono di tiro. Tuttavia, tale progetto per il castello di Cēsis fu arrestato sia per mancanza di finanziamenti che obiezioni da parte del Ministero della Cultura.
Oggi resta una delle attrazioni più visitate del Paese.

## Archeologia
Nel 1974 gli archeologi del Castello di Cēsis portarono alla luce i resti dell'edificio dove era avvenuta l'esplosione del 1577. Questa scoperta stimolò ulteriori ulteriori ricerche nel luogo. Nel corso di oltre 30 operazioni di scavo sono stati studiati quasi 10.000 m² del castello. La così vasta superficie ed un sentimento generale di curiosità per la struttura risvegliato, il castello di Cēsis è diventato a livello archeologico il più studiato della Lettonia: vanta inoltre il maggior numero di reperti storici rinvenuti in un castello medievale nel Paese. La maggior parte dei circa 13.000 reperti totali rinvenuti durante gli scavi sono ora conservati nel Museo Nazionale di Storia della Lettonia, ma nel 2004 alcuni di essi sono stati rispostati nei pressi del luogo di origine, ovvero nel museo di Cēsis. In ottica futura non si mira più a compiere recuperi su larga scala, ma piuttosto fornire un'adeguata conservazione e ricerca del materiale archeologico già ottenuto. Ulteriore obiettivo resta indubbiamente la divulgazione scientifica per mezzo di pubblicazioni accademiche.

## Architettura
L'analisi architettonica del castello di Cēsis ha indicato che si sono avute tre fasi principali di costruzione della fortificazione.
Durante la prima metà del XIII secolo, una cappella in pietra e una sala capitolare, insieme ad altri edifici (presumibilmente costruiti in legno), furono eretti sul sito dell'attuale castello dai Fratelli della Spada. Situata nell'angolo est del castello del convento, una cappella con mensole romaniche è una delle poche parti sopravvissute di questa prima fase di costruzione.
Alla fine del XIV secolo, i Cavalieri Teutonici iniziarono la trasformazione dell'edificio in un castello su schema conventuale, con quattro mura che formavano un quadrilatero e una mini città: tra le strutture funzionali necessarie alla comunità religiosa militante si annoverano la cappella, il refettorio, i dormitori, la sala capitolare, le cucine e alcune stanze di servizio.
Con lo sviluppo delle armi da fuoco, le fortificazioni del castello furono gradualmente rafforzate per resistere all'artiglieria. Furono costruite tre torri rotonde intorno al 1500 (una nell'angolo nord del castello del convento e due presso i bastioni esterni). Nello stesso periodo, la stanza al primo piano della torre ovest, la Camera del Maestro, fu sontuosamente decorata con un'imponente volta in mattoni e intonaci dipinti.

## Nella letteratura
Il rapporto tra castello di Cēsis e la letteratura è rinvenibile in numerosi esempi di scritti dell'Europa orientale, in particolare nel racconto di Aleksandr Bestužev "Il castello di Wenden" (Wenden è il toponimo tedesco con cui si identificava Cēsis) nella collana "Tre racconti di Livonia". Nella sua opera, Bestužev ha realizzato un romanzo gotico che aveva probabilmente la subliminale funzione di commentare lo stato della politica russa, a causa del legame dell'autore con i Decabristi. Nella storia, il castello ha un ruolo centrale come sfondo per un racconto fittizio incentrato sulla morte di Wenno, il primo Gran Maestro dei Cavalieri portaspada, un evento storico ancora molto dibattuto dai medievalisti. Il genere ripercorre la tradizione stilistica del Castello di Otranto, affrontando inoltre i legami tra la storia russa e quella lettone.

## Turismo
Il castello di Cēsis è aperto al pubblico tutto l'anno e, secondo i dati pubblicati dal Centro di cultura e turismo di Cēsis, nel 2016 sono stati 100.000 i visitatori.
Il principale sito di interesse nel castello, la torre occidentale, attira i visitatori non solo per la Camera del Maestro, ma anche per la possibilità di avere una visione sopraelevata delle colline circostanti. Le finestre del sottotetto danno altresì sui dintorni di Cēsis, rivelando all'osservatore una diversa prospettiva dello stesso panorama.
A ogni visitatore viene data una lanterna a candela per esplorare la torre occidentale, scarsamente illuminata. È una tradizione nata nel 1996 ed è diventata un must nella visita del castello di Cēsis.
La fortificazione non è solo un'attrazione turistica ma anche un habitat di varie specie di piante e animali. I naturalisti si sono particolarmente interessati ai pipistrelli, che vanno in letargo negli scantinati del castello. Quando arriva il gelo, cinque diverse specie di pipistrelli si insediano nelle cavità delle pareti e rimangono lì durante l'inverno.
Durante la stagione estiva ci sono botteghe situate nella parte esterna del castello dove operano artigiani di ossa e corna, intarsiatori del legno, fabbri e incisori. Per valorizzare la mercanzia, i mestieranti praticano il proprio lavoro seguendo schemi e metodi tipici del Medioevo.
Accanto alle botteghe è stato ricreato un orto del XVI secolo. Esso è formato da verdure, erbe e piante medicinali coltivate in Livonia già 500 anni fa. Come per gli artigiani, è possibile incontrare un giardiniere ogni giorno durante la stagione estiva.